# Fatma Samourová

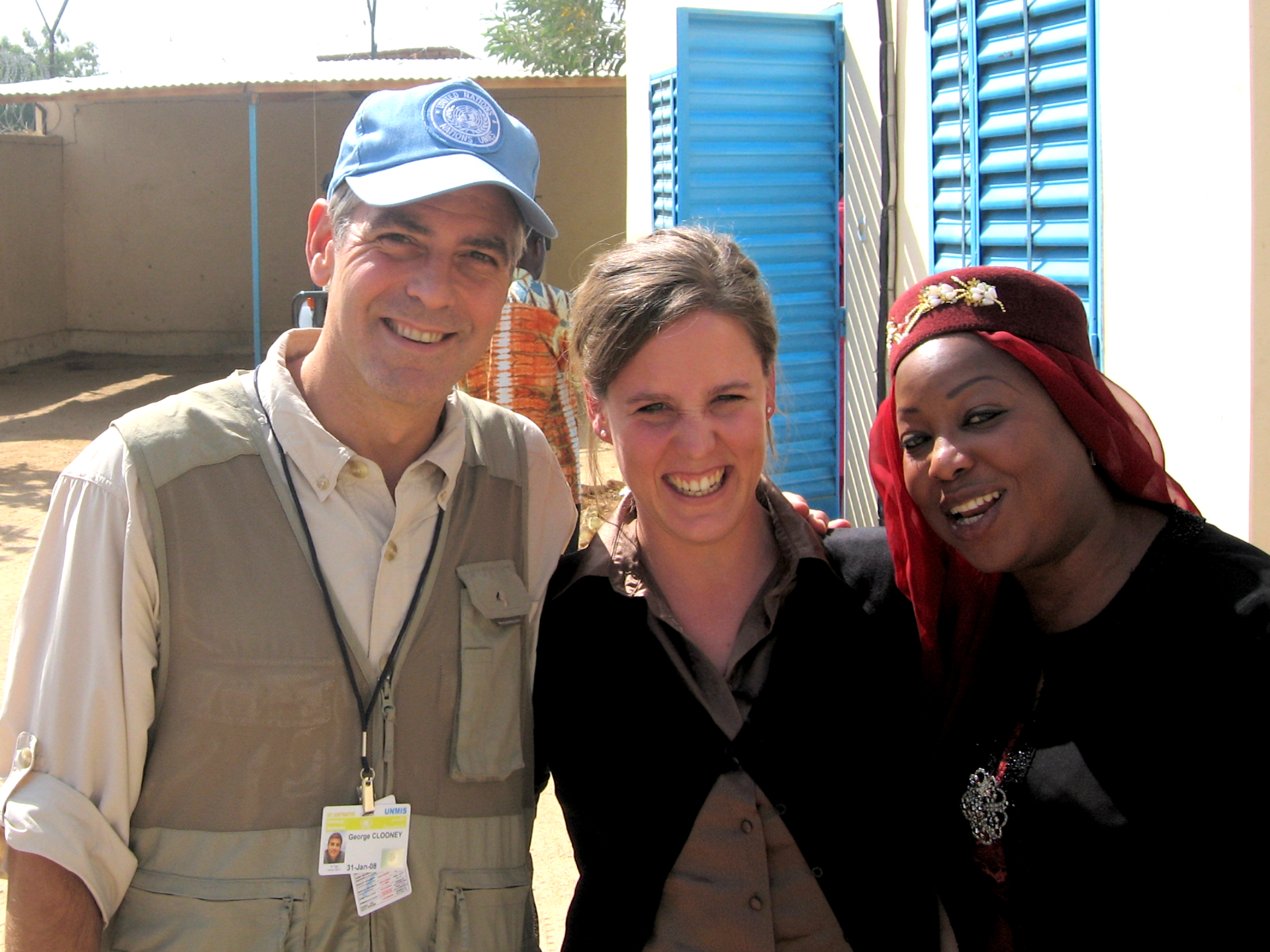
zleva americký herec George Clooney a představitelé OSN Marie-Sophie Recková a Fatma Samourová

Fatma Samourová (celým jménem Fatma Samba Diouf Samoura; * 9. září 1962 Senegal) je senegalská diplomatka a od května 2016 generální tajemnice FIFA.

## Kariéra
Do roku 1995 pracovala osm let v soukromém sektoru pro Senchim (obchodující s hnojivy), divizi firmy Industries Chimiques du Senegal.
Od roku 1995 pracovala v programech OSN, mj. v afrických zemích Džibutsku, Kamerunu, Čadu, Guineji, Madagaskaru a Nigérii.
Dne 13. května 2016 byla zvolena na 66. kongresu FIFA v Mexiku generální tajemnicí FIFA, čímž se stala první ženou a zároveň první osobou nepocházející z Evropy v této funkci. Nahradila Francouze Jérôme Valckeho, jenž byl v září 2015 dočasně suspendován (a v únoru 2016 potrestán 12letým zákazem působení ve fotbale) kvůli podezření z korupce v případě nelegálního prodeje vstupenek na mistrovství světa ve fotbale 2014 v Brazílii. Samourová do té doby ve fotbalovém prostředí nepůsobila, měla však zkušenosti s organizací a vedením týmů lidí.
Samoura hovoří francouzsky, anglicky, španělsky a italsky.